# Yuni
Yuni (由仁町, Yuni-chō) est un bourg du district de Yūbari, situé dans la sous-préfecture de Sorachi, sur l'île de Hokkaidō, au Japon.

## Géographie

### Démographie
Au 31 mars 2015, la population de Yuni s'élevait à 5 540 habitants répartis sur une superficie de 133,74 km2.